# فدوي
فدوي (بالفارسية: فدوی) هي قرية تقع في غلستان في إيران. يقدر عدد سكانها بـ 1,733 نسمة .